# ピレウス駅
ピレウス駅（ギリシア語: Πειραιάς，英語: Piraeus）はギリシャのピレウスにあるギリシャ国鉄とアテネ地下鉄 1号線の駅。両駅は隣接しており、北側にギリシャ国鉄の駅、南側にアテネ地下鉄の駅がある。

## 路線

### 国鉄ピレウス駅
ギリシャ国鉄 プロアスティアコス（近郊鉄道）
- ピレウス – ハルキダ 線

2014年夏ダイヤでは、アテネ駅経由ハルキダ方面行きが2時間に1本運行されている。

### アテネ地下鉄ピレウス駅
アテネ地下鉄 １号線